# Sông Mun
Sông Mun (tiếng Thái: แม่น้ำมูล, RTGS: Maenam Mun, IPA: [mɛ̂ːnáːm muːn]), là một phụ lưu của sông Mekong. Sông có lưu lượng khoảng 26 km³ nước mỗi năm. Sông bắt nguồn từ vườn quốc gia Khao Yai gần Nakhon Ratchasima ở khu vực Isan của Thái Lan. Sau đó, sông chảy theo về hướng đông qua cao nguyên Khorat ở Nam Isan (các tỉnh (Buriram, Surin và Sisaket) cho đến khi đổ vào sông Mekong tại Khong Chiam thuộc Ubon Ratchathani. Đập Pak Mun gây tranh cãi nằm ở gần hợp lưu này. Phụ lưu chính của sông Mun là sông Chi, hợp lưu tại huyện Kanthararom của tỉnh Sisaket.